# Praecipe
Nel Diritto degli Stati Uniti d'America, un praecipe è un documento che (A) obbliga un imputato a comparire in tribunale e mostrare le ragioni per cui un'azione non dovrebbe essere compiuta; oppure (B) richiede all'assistente giudiziario della corte di emanare un writ e di specificarne i contenuti. In Canada viene utilizzato in sostituzione di una notifica di mozione come domanda di un'ordinanza di ufficio la quale viene trasferita nel registro della corte senza necessità di un'udienza davanti al giudice. 
Tuttavia negli Stati Uniti gli assistenti giudiziari sono variamente limitati nella gestione dei precettivi minori (regolazioni di stato) in nome della Corte (ad esempio un assistente giudiziario non può emanare alcuna ordinanza efficace). 

## Storia
Il termine praecipe è di origine latina. Esso fu usato a lungo dopo la fine dell'Impero romano sino a giungere in Inghilterra dove entrò a far parte del Diritto inglese. L'ordinanza fu spesso utilizzata per emendare o modificare un ordine successivo o per correggere un errore compiuto in precedenza. La sua apparizione nel Diritto degli Stati Uniti d'America non è da considerarsi strana poiché la maggior parte degli usi e delle tradizioni inglesi influenzò gli Stati Uniti. Oggi il suo utilizzo è piuttosto cambiato rispetto all'uso che ne veniva fatto durante l'epoca romana.